# Newton Booth
Newton Booth (Salem, 30 dicembre 1825 – Sacramento, 14 luglio 1892) è stato un politico statunitense.
È stato il governatore della California dal dicembre 1871 al febbraio 1875. Rappresentante del Partito Repubblicano, è stato inoltre membro del Senato per la California dal marzo 1875 al marzo 1881.